# Lista över rollfigurer i Crash Bandicoot-serien
Detta är en lista över rollfigurer i Crash Bandicoot-serien.

## Protagonister

### Aku Aku
Aku Aku är beskyddare av Wumpa-öarna och en fadersfigur till Crash Bandicoot och hans vänner. Aku Aku är en ande som tagit formen av en svävande trämask. Under Crashs uppdrag sprider Aku Aku kopior av sig själv i ett försök att hjälpa honom. När Crash hittar en Aku Aku-mask skyddas han från fiendens angrepp eller kontakt. Om man samlar tre Aku Aku-masker ger det Crash en tillfällig osårbarhet från alla mindre faror. I alla spel upp till Crash Twinsanity görs rösten av Mel Winkler. I spelen Crash of the Titans, Crash Bandicoot: Mind over Mutant och Skylanders: Imaginators gör Greg Eagles rösten.

### Coco Bandicoot
Coco Bandicoot är yngre syster till Crash Bandicoot. Precis som sin äldre bror blev hon muterad av Doctor Neo Cortex och Doctor Nitrus Brio. Cocos mest typiska karaktärsdrag är hennes intelligens. Coco skapades av Naughty Dog för att det var brist på kvinnliga karaktärer i serien. En annan orsak var att Sony Computer Entertainment Japan inte var bekväm med att Crash hade en "sexig" flickvän (Tawna i det första spelet Crash Bandicoot). Charles Zembillas första skisser av Coco ritades den 18 mars 1997, då Crash Bandicoot 2: Cortex Strikes Back var under utveckling. Vicki Winters gör rösten i Crash Bandicoot 2: Cortex Strikes Back, Hynden Walch i Crash Team Racing, och Debi Derryberry i Crash Bandicoot: The Wrath of Cortex och framåt.

### Crunch Bandicoot
Crunch Bandicoot är en muterad bandicootråtta skapad av Neo Cortex för att ursprungligen förgöra Crash Bandicoot. Efter hans nederlag förändras Crunch och blir som en äldre bror till både Crash och Coco. Kevin Michael Richardson gör rösten till honom i Crash Bandicoot: The Wrath of Cortex och Crash Nitro Kart. I Crash Tag Team Racing, Crash of the Titans och Crash Bandicoot: Mind over Mutant görs rösten av Chris Williams.

## Antagonister

### Doctor N. Gin
Doctor N. Gin är Neo Cortexs högra hand. Brendan O'Brien gör rösten till N. Gin i Crash Bandicoot, Crash Bandicoot 2: Cortex Strikes Back, Crash Bandicoot 3: Warped samt Crash Team Racing. Corey Burton gör hans röst i Crash Bandicoot: The Wrath of Cortex, Quinton Flynn i Crash Nitro Kart och Crash Twinsanity, Nolan North i Crash Tag Team Racing, Crash of the Titans och Crash Bandicoot: Mind over Mutant.

### Uka Uka
Uka Uka är Aku Akus onda tvillingbror. Uka Uka brukar assistera Neo Cortex i hans planer. Hans röst gjordes av Clancy Brown upp till Crash Twinsanity. Istället görs rösten av Alex Fernandez i det spelet. John DiMaggio gör rösten i Crash of the Titans och Crash Bandicoot: Mind over Mutant.

### Tiny Tiger
Tiny Tiger är en pungvarg (sibirisk tiger i Crash of the Titans) och kompanjon till Neo Cortex. Brendan O'Brien gör rösten till honom i Crash Bandicoot, Crash Bandicoot 2: Cortex Strikes Back, Crash Bandicoot 3: Warped och Crash Team Racing. John DiMaggio gör det i Crash Nitro Kart, Chris Williams i Crash of the Titans och Crash Bandicoot: Mind over Mutant, och Nolan North i Nintendo DS-versionen av Crash of the Titans.

### Dingodile
Dingodile är allierad med Neo Cortex. Han är en korsning mellan en dingo och krokodil. Charles Zembillas ritade de första skisserna av Dingodile den 4 februari 1998. Dingodiles röst gjordes av William Hootkins i Crash Bandicoot 3: Warped, Chip Chinery i Crash Team Racing, Dwight Schultz i Crash Nitro Kart och Crash Twinsanity, och Nolan North i Nintendo DS-versionen av Crash of the Titans.

### Doctor Nefarious Tropy
Doctor Nefarious Tropy är en tidsresenär allierad med Uka Uka. De första skisserna av Tropy ritades den 22 januari 1998 av Charles Zembillas. I Crash Bandicoot 3: Warped och Crash Team Racing görs rösten till Tropy av Michael Ensign. Corey Burton gör rösten i Crash Bandicoot: The Wrath of Cortex.

### Doctor Nitrus Brio
Doctor Nitrus Brio är en vetenskapsman som tidigare arbetat med Neo Cortex. Naughty Dog skapade Brio som rival till Cortex. Brendan O'Brien gör rösten till Brio i Crash Bandicoot, Crash Bandicoot 2: Cortex Strikes Back och Crash Bash. I Crash Bandicoot: Mind over Mutant görs rösten av Maurice LaMarche.

### Nina Cortex
Nina Cortex är brorsdotter till Neo Cortex. Ibland hjälper hon sin farbror i hans strävan efter världsdominans. Nina Cortex skapades ursprungligen av Traveller's Tales som en spelbar karaktär i Crash Nitro Kart, innan Vicarious Visions tog över utvecklingen. Susan Silo gör hennes röst i Crash Twinsanity, Amy Gross i Crash of the Titans och Crash Bandicoot: Mind over Mutant, medan Debi Derryberry gör rösten i Nintendo DS-versionen av Crash of the Titans.